# Paràbola de les verges nècies i prudents
La paràbola de les verges nècies i prudents o de les deu verges és una història recollida a l'Evangeli segons Mateu (Mt 25:1-13). A l'edat mitjana va ser una de les paràboles més difoses, com proven les diverses escultures i pintures que representen l'escena. Un exemple es troba a l'absidiola sud de l'església de Sant Quirze de Pedret, a Cercs, ara conservat al Museu Nacional d'Art de Catalunya.

## Argument
Deu verges esperaven la comitiva dels nuvis amb les seves llànties. Cinc d'elles, sàvies, van portar oli per anar-les omplint mentre que cinc ximples es van descuidar de portar-ne. Mentre dormien esperant els promesos, un criat les va alertar que ja arribaven. Elles, esverades, van encendre les llànties, però les que no tenien oli no van poder fer-ho. Van demanar oli a les seves companyes, que no en tenien prou per a totes, així que van haver d'anar a comprar-ne. Les núvies amb les llànties enceses van poder pujar al carro dels promesos i anar al casament. Quan les altres van arribar, ja no els van obrir les portes.

## Anàlisi

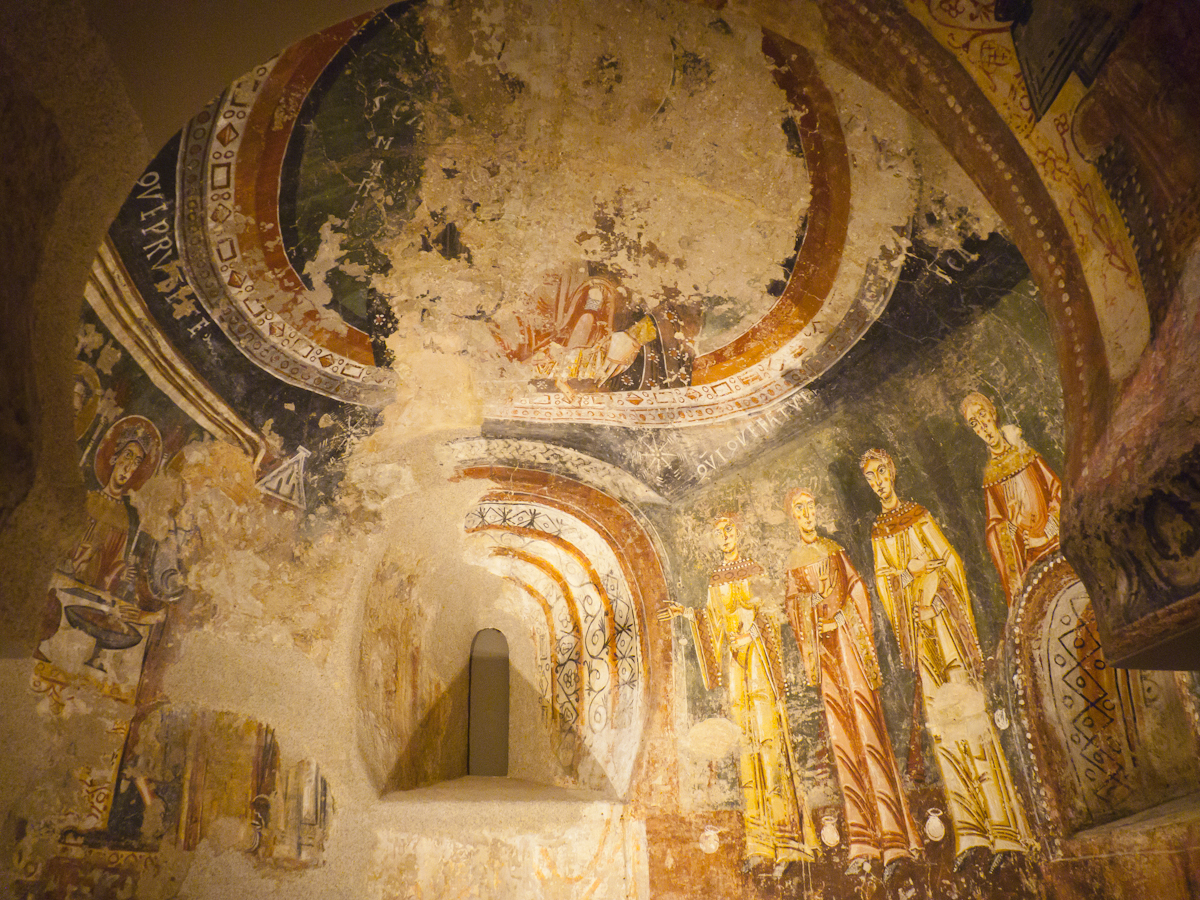
Pintura mural de les verges nècies i prudents

Usualment s'ha interpretat el conjunt de verges com els fidels o com l'església (seguint l'analogia núvia-església i nuvi-Déu, ja apareguda al Càntic dels Càntics). El casament se sol interpretar com el judici final que precedeix la salvació (la segona vinguda de Crist o parusia). Les verges que estan preparades representen aquells que estan llestos per al moment i aquesta preparació és personal, per això no es pot compartir l'oli i no a causa d'un possible egoisme de les verges curoses.
La vinguda del nuvi, tot i que esperada, és a la mitjanit, amb un factor sorpresa, ja que no es pot predir amb exactitud la data de la parusia, cal estar llest sempre i esperar-la. El nombre deu, que simbolitza la perfecció o la totalitat, és una xifra comuna a les històries antigues.
Els estudiosos bíblics sostenen que aquesta paràbola va ser creada per l'església primitiva o bé modificada des d'un relat de Jesús, no creuen que el relat fos autèntic de Jesús a diferència d'altres històries, presents a diverses fonts. La col·locació davant de la paràbola dels talents, que també insta a cuidar els dons personals i a preparar-se per la vinguda de l'amo, reforçaria el missatge que cal portar una vida bona segons els preceptes religiosos.

## Música
El compositor anglès Alexander James Phipps, posà música a aquesta paràbola a mitjan segle xix.